# Sequoia (entreprise)
Pour les articles homonymes, voir Séquoia (homonymie).
Sequoia est le nom d'une entreprise française de maroquinerie, fondée à Paris, en 1988 par Daniel Sisso & Pierre Hardy, directeur artistique. L'entreprise est connue pour ses sacs à main en cuir et en toile, ses articles de voyage, ses accessoires de mode.
Elle est dirigée par Thomas Tchen qui détient également la société Lancaster.